# Bobby Brantley

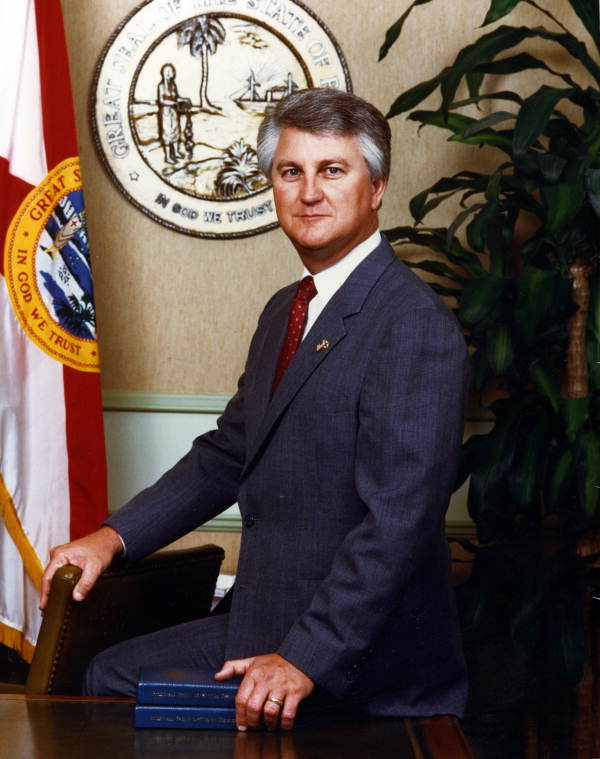
Bobby Brantley (1987)

Bobby Lynn Brantley (* 6. April 1948 in Atmore, Escambia County, Alabama) ist ein US-amerikanischer Politiker. Zwischen 1987 und 1991 war er Vizegouverneur des Bundesstaates Florida.

## Werdegang
Über die Jugend und Schulausbildung von Bobby Brantley ist nichts überliefert. Später schlug er als Mitglied der Republikanischen Partei eine politische Laufbahn ein. 1978 zog er als Abgeordneter in das Repräsentantenhaus von Florida ein. Im Jahr 1986 wurde Brantley an der Seite von Bob Martinez zum Vizegouverneur von Florida gewählt. Dieses Amt bekleidete er zwischen 1987 und 1991. Dabei war er Stellvertreter des Gouverneurs. 1990 verzichtete er auf eine weitere Kandidatur.
Nach dem Ende seiner Zeit als Vizegouverneur zog sich Brantley aus der Politik zurück. Seither arbeitet er für eine Rechtsanwaltskanzlei in Florida als Lobbyist.